# Лелеги
Лелегите (на гръцки: Λέλεγες, на латински: Leleges) е народност, живяла според гръцките предания в южната част на Балканския полуостров, островите в Егейско море и Мала Азия. Също както техните съседи пеласгите и термилите , те не са говорили гръцки и се считат за прединдоевропейско население. По-късно древните гърци ги наричали отчасти ахейски гърци от Мала Азия. Ахейците, които говорили на индогермански език, се заселват в територията им по-късно.
Вероятно името им идва от техния цар Лелекс. В „Илиада“ са споменати само малоазийските лелеги като съюзници на троянците. Живели са на остров Парос.